# Ловро Томан
Ловро Томан (словен. Lovro Toman; 10 серпня 1827, Камна Гориця, Австрійська імперія — 15 серпня 1870, Родаун) — словенський політик, революціонер, поет, адвокат, оратор, член Національних Зборів у Відні.

## Біографія
Син багатого підприємця. Після закінчення класичної ліцею у Любляні в 1845 році, вступив до Віденського університету, де вивчав юриспруденцію. У студентські роки, під впливом ідей словенських романтичних націоналістів активно включився у революційний процес 1848 року. Брав участь у студентському житті у Відні і Любляні, виступав з публічними промовами.
У квітні 1848 року був одним зі студентів, які вперше підняли в центрі Любляни над Люблянським замком словенський національний прапор — триколор.
Після революції продовжив навчання в Університеті Ґраца.
У 1853 році одружився з Йосипіною Турнограйською, письменницею, поетесою і композиторкою. Однак у 1854 році його дружина померла.
У 1865 році переїхав до Любляни і протягом шести років був міністром торгівлі і керував Торгово-промисловою палатою.
Був засновником одного з перших словенських видавництв, членом і головою Матиці Словенської (1865—1869).
Словенський національно-консервативний політик, член парламенту Австрії. Поет-романтик.
В кінці життя страждав від проблем зі здоров'ям. Помер в Родауні поблизу Відня, похований у рідному селі Камені Гориця.